# فرودگاه بلکبوشه
فرودگاه بلکبوشه (به انگلیسی: Blackbushe Airport) یک فرودگاه خصوصی با کد یاتا BBS است که یک باند فرود آسفالت دارد و طول باند آن ۱۳۳۵ متر است. این فرودگاه در کشور انگلستان قرار دارد و در ارتفاع ۹۹ متری از سطح دریا واقع شده‌است.